# ヴィジョンズ (ノラ・ジョーンズのアルバム)
『ヴィジョンズ』（Visions）はアメリカのシンガーソングライター、ノラ・ジョーンズの9枚目のスタジオアルバム。2024年3月8日にブルーノート・レコードからリリースされた。
このアルバムは第67回グラミー賞の最優秀トラディショナル・ポップ・ヴォーカル・アルバム賞を受賞した。

## 背景
『ヴィジョンズ』のプロデュースはレオン・ミッチェルズが担当した。アルバムのタイトルについて、ジョーンズはプレスリリースで彼女がアルバムのために思い描いたアイデアのほとんどは「真夜中か、寝る直前に浮かんだもので、『Running』は半分寝ぼけていて、ハッと目が覚めるような曲の一つだった」と述べている。
ロサンゼルス・タイムズ紙はこのアルバムを「ファンキーで優しいサイケデリックなガレージソウルのレコード」と評した。

## プロモーション
アルバムからの先行シングル「ランニング」は、2024年1月18日にアルバムの発表と同時に発売された。ジョーンズは、アルバムのプロモーションのため、春から北米ツアーを行うと発表した。

## 批評家の反応
| 専門評論家によるレビュー | 専門評論家によるレビュー |
| 総スコア                 | 総スコア                 |
| 出典                     | 評価                     |
| ------------------------ | ------------------------ |
| AnyDecentMusic?          | 7.1                      |
| Metacritic               | 81/100                   |
| レビュー・スコア         |                          |
| 出典                     | 評価                     |
| AllMusic                 | [ 9 ]                    |
| The Arts Desk            | [ 10 ]                   |
| The Irish Times          | [ 11 ]                   |
| The Line of Best Fit     | 9/10                     |
| Riff                     | 8/10                     |
| Shatter the Standards    | [ 14 ]                   |

主流の批評家のレビューに100点満点の標準化された評価を割り当てるMetacriticでは、アルバムは6件のレビューに基づいて平均81点を獲得し、「普遍的な称賛」を示している。レビュー収集サイトの AnyDecentMusic? は7件のレビューをまとめ、評価のコンセンサスに基づいて『ヴィジョンズ』に10点満点中平均7.1点を与えた。

## 商業的パフォーマンス
『ヴィジョンズ』は7000枚の純売上で全米Billboard 200チャートに168位で、ジャズ・アルバム・チャートで1位、トップ・ロック＆オルタナティヴ・アルバム・チャートに40位で初登場した。

## 収録曲
| #         | タイトル                                                       | 作詞・作曲                                                    | 時間  |
| --------- | -------------------------------------------------------------- | ------------------------------------------------------------- | ----- |
| 1.        | 「オール・ディス・タイム」(All This Time)                      | ノラ・ジョーンズ レオン・ミッチェルズ （ 英語版 ）            | 3:15  |
| 2.        | 「ステアリング・アット・ザ・ウォール」(Staring at the Wall)    | ジョーンズ ミッチェルズ                                       | 4:31  |
| 3.        | 「パラダイス」(Paradise)                                       | ジョーンズ ミッチェルズ                                       | 3:25  |
| 4.        | 「クイーン・オブ・ザ・シー」(Queen of the Sea)                 | ジョーンズ                                                    | 4:46  |
| 5.        | 「ヴィジョンズ」(Visions)                                      | ジョーンズ                                                    | 2:42  |
| 6.        | 「ランニング」(Running)                                        | ジョーンズ ミッチェルズ                                       | 3:28  |
| 7.        | 「アイ・ジャスト・ワナ・ダンス」(I Just Wanna Dance)           | ジョーンズ ミッチェルズ ホーマー・スタインワイス （ 英語版 ） | 3:07  |
| 8.        | 「アイム・アウェイク」(I'm Awake)                              | ジョーンズ                                                    | 4:18  |
| 9.        | 「スウェプt・アップ・イン・ザ・ナイト」(Swept Up in the Night) | ジョーンズ ミッチェルズ                                       | 3:34  |
| 10.       | 「オン・マイ・ウェイ」(On My Way)                              | ジョーンズ ピート・レム                                       | 3:52  |
| 11.       | 「アローン・ウィズ・マイ・ソーツ」(Alone with My Thoughts)     | ジョーンズ ミッチェルズ                                       | 4:14  |
| 12.       | 「ザッツ・ライフ」(That's Life)                                | ジョーンズ ミッチェルズ                                       | 4:22  |
| 合計時間: | 合計時間:                                                      | 合計時間:                                                     | 45:34 |

| #   | タイトル                                                              | 作詞                    | 作曲・編曲              | 時間 |
| --- | --------------------------------------------------------------------- | ----------------------- | ----------------------- | ---- |
| 13. | 「アンティル・マイ・ハート・イズ・ファンド」(Until My Heart Is Found) | ジョーンズ ミッチェルズ | ジョーンズ ミッチェルズ | 4:46 |

| #   | タイトル                                    | 作詞                    | 作曲・編曲              | 時間 |
| --- | ------------------------------------------- | ----------------------- | ----------------------- | ---- |
| 13. | 「キャン・ユー・ビリーヴ」(Can You Believe) | ジョーンズ ミッチェルズ | ジョーンズ ミッチェルズ | 3:56 |

## パーソネル
ミュージシャン
- ノラ・ジョーンズ – ボーカル、ピアノ（全曲）、ギター（1-7, 10）、ベース、キーボード（6, 10）、ウーリッツァー電子ピアノ（英語版）（7）、オルガン（8, 10, 12）、シンセサイザー（9）
- レオン・ミッチェルズ（英語版） – ドラムス（1–4, 6, 12）、ベース（1–4, 7, 12）、タンバリン（1–3, 6–10）、ギター（1）、テナー・サクソフォーン（4, 7, 9, 11）、バリトン・サクソフォーン（6）、ドラム

・プログラミング（10）、オルガン（11）
- デイヴ・ガイ（英語版） – トランペット（4, 5, 7, 9, 11）
- ホーマー・スタインワイス（英語版） – ドラムス（7）
- ジェス・マーフィー（英語版） – ベース（8, 9）、アップライトベース（11）
- ブライアン・ブレイド – ドラムス（8, 9, 11）

スタッフ
- レオン・ミッチェルズ – 製作、エンジニア
- アレックス・デターク – マスタリング
- ギャレット・ロビンソン – マスタリング
- スコット・ハル（英語版） – マスタリング
- イェンス・ユングルト – ミキシング（全曲）、エンジニア（8, 9, 11）
- ルーカス・カーペンター – エンジニア助手

## チャート成績
| チャート（2024年）                            | 最高 順位 |
| --------------------------------------------- | --------- |
| オーストリア (Ö3 Austria)                     | 3         |
| ベルギー (Ultratop Flanders)                  | 10        |
| ベルギー (Ultratop Wallonia)                  | 9         |
| クロアチア 全世界アルバム (HDU)               | 2         |
| オランダ (MegaCharts)                         | 50        |
| フランス アルバム (SNEP)                      | 12        |
| ドイツ (Offizielle Top 100)                   | 7         |
| 日本 (オリコン)                               | 14        |
| 日本 合算アルバム (Oricon)                    | 27        |
| 日本 ホットアルバム (Billboard Japan)         | 18        |
| ニュージーランド アルバム (RMNZ)              | 38        |
| ポーランド (ZPAV)                             | 32        |
| ポルトガル (AFP)                              | 56        |
| スコットランド (OCC)                          | 18        |
| スウェーデン 物理アルバム (Sverigetopplistan) | 11        |
| スイス (Schweizer Hitparade)                  | 3         |
| UK アルバムズ (OCC)                           | 80        |
| UK Jazz & Blues Albums (OCC)                  | 1         |
| US Billboard 200                              | 168       |
| US Top Jazz Albums (Billboard)                | 1         |
| US Top Tastemaker Albums (Billboard)          | 17        |

| チャート（2024年）        | 順位 |
| ------------------------- | ---- |
| 日本 アルバム（オリコン） | 45   |